# 穆尔蒂贾普尔
穆尔蒂贾普尔（Murtijapur），是印度马哈拉施特拉邦Akola县的一个城镇。总人口38551（2001年）。

## 人口
该地2001年总人口38551人，其中男性19723人，女性18828人；0—6岁人口4931人，其中男2566人，女2365人；识字率76.24%，其中男性为80.24%，女性为72.05%。